# Театр на Подоле

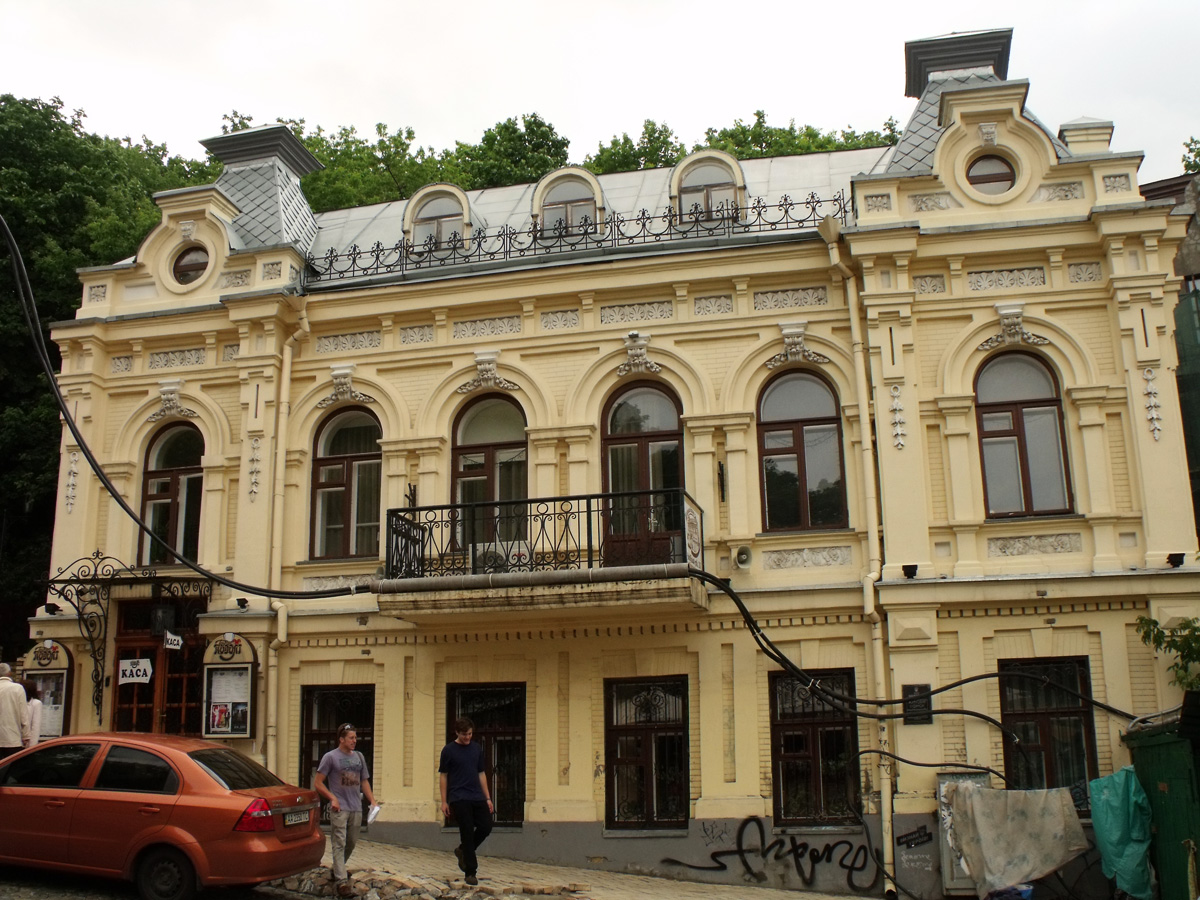
Здание администрации Киевского академического драматического Театра на Подоле

Киевский академический драматический театр на Подоле (укр. Київський академічний драматичний театр на Подолі) — театр в Киеве на Подоле.

## История
«Театр на Подоле» создан в Киеве в 1987 году под руководством Виталия Малахова.
В 1994 году, учитывая высокий профессиональный уровень коллектива, его вклад в развитие драматического искусства Украины, Главное управление культуры Киева предоставило театру на Подоле статус государственного.
В апреле 2006 года театр на Подоле указом министра культуры получил звание академического.

## Театральные здания

### Административный корпус
Дом на Андреевском спуске, 20-б, построенный в конце XIX века. На рубеже XX века комплекс зданий принадлежал известному киевскому ювелиру, использовавшему корпус Б как ювелирную и иконописную мастерские, а на втором этаже, как и сейчас, была сцена, где работал домашний театр. В корпусе А, на месте которого находится Новая сцена реконструированного театра, он проживал лично. Особенность дома — удачный пример архитектурного решения периода эклектизма. В середине 80-х годов XX века здание было передано Театру на Подоле.
В помещении работает театральная гостиная на 50 мест, названная в честь режиссера Игоря Славинского.

### Зал в гостином дворе
С 1990 года по 2013 основная сцена на 100 зрителей размещалась на Контрактовой площади — в Гостинном дворе. Там была специально обустроенная сцена.

### Новый корпус
Расположен на Андреевском спуске, 20-а.
Автором реконструкции театра является харьковский архитектор Олег Дроздов. По этому проекту строительные работы велись с января 2016 года. 9 октября 2017 состоялось официальное открытие нового корпуса театра.
Зрительский зал (Новая сцена) рассчитан на 253 гостей. Зал оснащен 2 специальными экранами, 6 видеопроекторами, с которыми работают уникальные подвижные жесткие кулисы, проекционные экраны и пол. Это позволяет работать без материальной декорации. Есть две накладные сцены: английский поворотный круг и конструкция, изменяющая угол наклона поверхности до 90 градусов. Специальная акустическая система обеспечивает мощный и одинаковый звук для каждого места в зале. Один из самых современных в мире звуковых пультов позволяет озвучить два полных симфонических оркестра. Осветительный цех насчитывает более 150 приборов разного типа.

## Репертуар
- 1988, январь — «Я приду по ваши души»[2] по поэзии Владимира Высоцкого; режиссёр — Игорь Славинский
- 2002, 27 января — «Любви старинные туманы» поэтический моноспектакль по Марине Цветаевой; режиссёр — Игорь Славинский
- 2003, 25 апреля — «Фараоны» А. Коломийца; режиссёр — Виталий Малахов
- 2005, 4 января — «Полоумный Журден» М. Булгакова по пьесе Мольера «Мещанин во дворянстве»; режиссёр — Виталий Малахов. Восстановленный спектакль — 30 сентября 2012 года
- 2006, 19 января — «Предчувствие Мины Мазайло» Н. Кулиша; режиссёр — Виталий Малахов
- 2007, 4 октября — «Игроки» (Н. Гоголя); режиссёр — Олег Липцын
- 2007, 29 ноября — «Записки юного врача» М. Булгакова; режиссёр — Виталий Малахов
- 2008, 8 марта — «Откуда берутся дети?» А. Крыма; режиссёр — Виталий Малахов
- 2008, 12 апреля — «Зеркало Сен-Жермена» Б. Акунина; режиссёр — Виталий Малахов
- 2008, 29 мая — «Сто тысяч» И. Карпенко-Карого; режиссёр — Виталий Малахов
- 2009, 16 января — «Ночь для двоих» Александра Петрова; режиссёр — Игорь Славинский
- 2009, 14 апреля — «Мёртвые души» (по пьесе Михаила Булгакова); режиссёр — Игорь Славинский
- 2009, 18 декабря — «Люксембургский сад» по Иосифу Бродскому; режиссёр — Игорь Славинский
- 2010, 24 июня — «Лёвушка» А. Крыма; режиссёр — Игорь Славинский
- 2010, 25 ноября — «Опера мафиозо» Василя Станилова; режиссёр — Виталий Малахов
- 2011, 18 февраля — «LA BONNE ANNA», или как сохранить семью" Марка Камолетти; режиссёр — Игорь Славинский
- 2011, 25 марта — «На дне» М. Горького; режиссёр — Виталий Малахов
- 2011, 21 сентября — «Трио ми бемоль» Э. Ромера; режиссёр — Игорь Славинский
- 2011, 25 ноября — «Прошлым летом в Чулимске» А. Вампилова; режиссёр — Виталий Малахов
- 2012, 3 апреля — «Старший сын» А. Вампилова; режиссёр — Игорь Волков
- 2012, 15 июня — «Письмо Богу» А. Крыма; режиссёр — Игорь Славинский
- 2012, 4 декабря — «Глаза дня» Е. Греминой; режиссёр — Ирина Грищенко
- 2013, 18 января — «Амнезия» Елены Рог; режиссёр — Игорь Славинский
- 2013, 22 июня — «Ловушка для одинокого мужчины» Р. Тома; режиссёр — Игорь Славинский
- 2013, 8 октября — «Старомодная комедия» А. Арбузова; режиссёр — Владимир Кудлинский
- «Chage, или нас поменяли телами» А. Курейчика
- «Антракт» Александра Марданя
- «Белые ночи» Ф. Достоевского
- «Вертеп» В. Шевчука
- «В степях Украины» А. Корнейчука
- «Дядя Ваня» А. Чехова
- «Контрабас» по одноимённой пьесе Патрика Зюскинда; режиссёр — Игорь Славинский
- «Летний вечер в раю» Сергея Щученко
- «Ночью» Сельмы Димитриевич
- «Но я приду по ваши души» по Владимиру Высоцкому; режиссёр — Игорь Славинский
- «Тайна Бытия», Т. Иващенко
- «Трактирщица» К. Гольдони
- «Шерри-бренди» по Осипу Мандельштаму; режиссёр — Игорь Славинский
- «Шесть персонажей в поиске автора» Л. Пиранделло

## Награды
Творческий коллектив театра и его художественный руководитель-директор Виталий Малахов стали лауреатами в 15 номинациях «Киевской пекторали» — престижной театральной премии, неоднократно получали призы и премии на различных театральных фестивалях и форумах, в том числе международных.
Специальным призом было отмечено представление по пьесе Валерия Шевчука «Вертеп» на I-ом всемирном фестивале в Анкаре; театр признали одним из лучших на знаменитом Эдинбургском театральном фестивале в 1994 году с спектаклями «Яго» и «Сон летней ночи» по английской Шекспировской классике «Отелло» и «Сон летней ночи»).
В 1998 году за спектакль «В степях Украины» Корнейчука театр получил «Киевскую пектораль» в 4 номинациях: за лучшую режиссуру, за лучший актерский ансамбль, за сценографию, за актерские работы.
В 2003/2004 театральном сезоне спектакль «Дядя Ваня» А. Чехова в постановке В. Малахова стал лауреатом «Киевской пекторали» в 5 номинациях: за лучшую режиссуру, за лучший актерский дебют (О. Свирская), за лучшую мужскую роль (С. Бойко).
В 2008 году директор-художественный руководитель Виталий Малахов стал лауреатом национальной премии им. Тараса Шевченко в области искусства. Ко Дню независимости Украины того же (2008) года Президент наградил Малахова званием «Народный артист Украины».

## Гастроли
Киевский академический драматический театр на Подоле активно гастролирует — актерам театра на Подоле аплодировали во Львове, Луцке, Полтаве, Ужгороде, Нижнем Новгороде, Севастополе, Риге, Надыме; драматическое искусство Украины представлено труппой театра в США, Греции, Египте, Великобритании, Польше, Германии, Коста-Рике, Мексике, Финляндии, Турции.

## Актеры театра
- Анна Андреева (с 2008)
- Оксана Анищенкова (с 1998)
- Богдан Бенюк (с 2018)
- Сергей Бойко (с 1989)
- Виктория Булитко (с 2008 по 2016)
- Игорь Волков (с 1984)
- Владимир Горянский (с 1990)
- Сергей Гринин (с 2006)
- Дмитрий Грицай (с 2010)
- Ирина Грищенко (с 2005)
- Максим Грубер (с 2006)
- Александр Данильченко (с 2000)
- Артём Емцов (с 2009 по 2011)
- Александр Игнатуша
- Александр Клаунинг (с 1992)
- Валентина Коврига
- Михаил Кришталь (с 2009)
- Владимир Кузнецов
- Василий Кухарский (с 2008)
- Максим Максимюк (с 2008)
- Даша Малахова (с 2007)
- Артём Мяус (с 2008)
- Екатерина Вайвала (с 2016)
- Федор Ольховский (с 1988)
- Мирослав Павличенко (с 2002)
- Андрей Пархоменко (с 1987)
- Александра Пашкова (с 2006)
- Татьяна Печенкина (с 1987)
- София Письман (с 2001)
- Тимур Полянский (с 2019)
- Тамара Плашенко (с 1987)
- Наталья Рокитская (с 2010)
- Екатерина Рубашкина (с 2011)
- Мария Рудковская
- Юрий Сак (с 2010 по 2017)
- Анна Саливанчук (с 2006)
- Елена Свирская
- Алла Сережка
- Сергей Сипливый
- Игорь Славинский (с 1987)
- Анна Тамбова
- Светлана Телеглова
- Лариса Трояновская
- Александр Фоменко
- Роман Халаимов (с 2004)
- Георгий Хостикоев (с 2007)
- Геннадий Шевчук
- Екатерина Шенфельд (с 2011)